# Jesu, der du meine Seele, BWV 78
Jesu, der du meine Seele, BWV 78 (Jesús, tu amb la teva mort acerba), és una cantata religiosa de Johann Sebastian Bach per al catorzè diumenge després de la Trinitat, estrenada a Leipzig, el 10 de setembre de 1724.

## Origen i context
D'autor desconegut, empra l'himne de Johann Rist (1641) que dona títol a la cantata, la primera i l'última estrofa es mantenen, respectivament, en el cor inicial i en el coral final, mentre que en els altres números s'aprofiten diversos versos del text. Forma part del primer cicle de cantates corals (vg. BWV 1), començat l'11 de juny de 1724, primer diumenge després de la Trinitat. Les lectures del dia són un passatge de la Carta als Gàlates (5, 16-24) que parla l'esperit o els desigs terrenals i de l'evangeli de Lluc (17, 11-19) que ho fa de la curació dels deu leprosos, però no hi ha gaire relació amb el text de la cantata, en tot cas alguna al·lusió a l'estat d'indigència del pecador, la lepra del pecat davant el poder salvador de Jesús. Per a aquest diumenge es conserven, també, la cantata BWV 17 i la  BWV 25.

## Anàlisi
Obra escrita per a soprano, contralt, tenor, baix i cor; trompa, flauta de bec, dos oboès, corda i baix continu. Consta de set números.
1. Cor: Jesu, der du meine Seele (Jesús, tu amb la teva mort acerba)
2. Ària (duet de soprano i contralt): Wir eilen mit schwachen, doch emsigen Schritten (Venim corrents, però amb pas segur)
3. Recitatiu (tenor): Ach! ich bin ein Kind der Sünden (Ai las! Sóc jo un hereu del mal)
4. Ària (tenor): Das Blut, so meine Schuld durchstreicht (La sang que ha esborrat els meus pecats)
5. Recitatiu (baix): Die Wunden, Nägel, Kron und Grab (Ferides, claus, corona i fossa)
6. Ària (baix): Nun du wirst mein Gewissen stillen (Tu la consciència m'has asserenat)
7. Coral: Herr, ich glaube, hilf mir Schwachen (Crec en tu, Senyor, aida ma feblesa)

El cor inicial és d'una gran força expressiva i una mostra clara de la tècnica bachiana que utilitza magistralment la música al servei del text; es tracta d'una passacaglia o xacona, basada en un motiu cromàtic descendent, que reflecteix la idea de sofriment, subjecte a variacions contrapuntístiques; aquest tema ja l'havia emprat Bach en la BWV 12 alguns mesos abans, i seria reprès en el Crucifixus de la Missa en si menor (BWV 232). Després del cor apareix una seqüència alternada de tres àries i tres recitatius, afirmatives de la fe les primeres i dubitatives de la naturalesa humana els últims. En el duet de soprano i contralt, número 2, es troben referències simbòliques a la curació dels deu leprosos, tema de l'evangeli “Tu aculls, benigne, malalts i pecadors”. El recitatiu de tenor, número 3, expressa dramàticament l'angoixa i la desesperació i a l'ària número 4, també de tenor acompanyat de la flauta i el continu es descriu com esborrar els pecats, i la veu s'atura pausadament sobre la paraula stehen (tenir). El recitatiu de baix acompanyat de tota la corda destaca per la seva simplicitat, i posar èmfasi especial sobre els quatre mots inicials: Wunden (ferides), Nägel (claus), Kron (corona) i Grab (fossa). L'ària de baix, número 6, de fort caràcter dramàtic és un concertant de veu, oboè i un ripieno de corda i continuo que recorda l'allegro d'un concert, i el coral final canta a cappella la melodia de Johann Crüger publicada a Praxis pietatis melica l'any 1662. Té una durada aproximada d'uns vint minuts llargs.

## Discografia seleccionada
- J.S. Bach: Das Kantatenwerk. Sacred Cantatas Vol. 4. Nikolaus Harnoncourt, Tölzer Knabenchor (Gerhard Schmidt-Gaden, director), Concentus Musicus Wien, Wilhelm Wiedl (soprano del cor), Paul Esswood, Kurt Equiluz, Rud van der Meer. (Teldec), 1994.
- J.S. Bach: The complete live recordings from the Bach Cantata Pilgrimage. CD40: Abbaye d'Ambronay; 24 de setembre de 2000. John Eliot Gardiner, Monteverdi Choir, English Baroque Soloists, Malin Hartelius, Robin Tyson, James Gilchrist, Peter Harvey. (Soli Deo Gloria), 2013.
- J.S. Bach: Complete Cantatas Vol. 12. Ton Koopman, Amsterdam Baroque Orchestra & Choir, Lisa Larsoon, Annette Market, Christoph Preégardien, Klaus Mertens. (Challenge Classics), 2005.
- J.S. Bach: Cantatas Vol. 25. Masaaki Suzuki, Bach Collegium Japan, Yukari Nonoshita, Daniel Taylor, Makoto Sakurada, Peter Kooy. (BIS), 2004.
- J.S. Bach: Church Cantatas Vol. 25. Helmuth Rilling, Gächinger Kantorei, Bach-Collegium Stuttgart, Helen Donath, Helen Watts, Adalbert Kraus, Wolfgang Schöne. (Hänssler), 1999.
- J.S. Bach: Trauerode Cantata. Philippe Herreweghe, La Chapelle Royale, Collegium Vocale Gent, Ingrid Schmithusen, Chatles Brett, Howard Crook, Peter Kooy. (Harmonia Mundi), 2008.
- J.S. Bach: 6 Favourite Cantatas. Joshua Rifkin, Bach Ensemble, Jeffrey Thomas, Jan Opalach, Allan Fast, Julianne Baird. (Decca), 1997.